# Aviva London Grand Prix 2011
Aviva London Grand Prix 2011 – mityng lekkoatletyczny, który odbył się 5 i 6 sierpnia w Londynie. Zawody były dwunastą odsłoną prestiżowej Diamentowej Ligi.

## Rezultaty

### Mężczyźni
| Konkurencja:                  | 1. miejsce                                                                      | Rezultat | 2. miejsce                                                                                   | Rezultat | 3. miejsce                                                                           | Rezultat |
| Bieg na 100 m                 | Yohan Blake                                                                     | 9,95     | Nesta Carter                                                                                 | 10,01    | Mike Rodgers                                                                         | 10,04    |
| Bieg na 200 m                 | Walter Dix                                                                      | 20,16    | Warren Weir                                                                                  | 20,43    | Alonso Edward                                                                        | 20,55    |
| Bieg na 400 m                 | Kirani James                                                                    | 44,61    | Jermaine Gonzales                                                                            | 44,85    | Chris Brown                                                                          | 45,04    |
| Bieg na 800 m                 | David Lekuta Rudisha                                                            | 1:42,91  | Abubaker Kaki                                                                                | 1:43,13  | Boaz Kiplagat Lalang                                                                 | 1:44,13  |
| Bieg na milę                  | Leonel Manzano                                                                  | 3:51,24  | Bernard Lagat                                                                                | 3:51,38  | Augustine Choge                                                                      | 3:51,50  |
| Bieg na 3000 m                | Mohamed Farah                                                                   | 7:40,15  | Gideon Gathimba                                                                              | 7:44,30  | Collis Birmingham                                                                    | 7:45,04  |
| Bieg na 5000 m                | Craig Mottram                                                                   | 13:23,97 | Ben True                                                                                     | 13:28.21 | Brandon Bethke                                                                       | 13:33,16 |
| Bieg na 3000 m z przeszkodami | Willy Rutto Komen                                                               | 8:21,40  | Brian Olinger                                                                                | 8:23,36  | Mohamed Khaled Belabbas                                                              | 8:24,63  |
| Bieg na 110 m przez płotki    | Dayron Robles                                                                   | 13,04    | Jason Richardson                                                                             | 13,08    | David Oliver                                                                         | 13,19    |
| Bieg na 400 m przez płotki    | Javier Culson                                                                   | 48,33    | Michael Tinsley                                                                              | 48,90    | Jehue Gordon                                                                         | 49,47    |
| Sztafeta 4 × 100 m            | Stany Zjednoczone · Trell Kimmons · Mike Rodgers · Michael Tinsley · Joel Brown | 38,23    | Wielka Brytania · Daniel Talbot · Craig Pickering · James Ellington · Harry Aikines-Aryeetey | 38,60    | Wielka Brytania · Christian Malcolm · Leon Baptiste · Rikki Fifton · Marlon Devonish | 38,83    |
| Skok wzwyż                    | Andriej Silnow                                                                  | 2,36     | Jesse Williams                                                                               | 2,34     | Aleksandr Szustow                                                                    | 2,31     |
| Skok w dal                    | Mitchell Watt                                                                   | 8,45     | Chris Tomlinson                                                                              | 8,30w    | Greg Rutherford                                                                      | 8,19     |
| Trójskok                      | Christian Taylor                                                                | 17,68    | Tosin Oke                                                                                    | 17,21    | Phillips Idowu                                                                       | 17,07    |
| Rzut dyskiem                  | Virgilijus Alekna                                                               | 66,71    | Zoltán Kővágó                                                                                | 66,21    | Ehsan Hadadi                                                                         | 64,76    |

### Kobiety
| Konkurencja:                  | 1. miejsce                                                                         | Rezultat | 2. miejsce                                                                        | Rezultat | 3. miejsce                                                                        | Rezultat |
| Bieg na 100 m                 | Carmelita Jeter                                                                    | 10,93    | Kelly-Ann Baptiste                                                                | 10,97    | Shelly-Ann Fraser-Pryce                                                           | 11,10    |
| Bieg na 200 m                 | Bianca Knight                                                                      | 22,69    | Sherone Simpson                                                                   | 22,84    | Shalonda Solomon                                                                  | 22,85    |
| Bieg na 400 m                 | Sanya Richards-Ross                                                                | 49,66    | Rosemarie Whyte                                                                   | 49,84    | Novlene Williams-Mills                                                            | 50,46    |
| Bieg na 800 m                 | Jennifer Meadows                                                                   | 1:58,60  | Kenia Sinclair                                                                    | 1:59,16  | Lucia Klocová                                                                     | 1:59,65  |
| Bieg na 1500 m                | Lisa Dobriskey                                                                     | 4:04,97  | Hannah England                                                                    | 4:05,38  | Shannon Rowbury                                                                   | 4:05,73  |
| Bieg na 5000 m                | Lauren Fleshman                                                                    | 15:00,57 | Helen Clitheroe                                                                   | 15:06,75 | Grace Momanyi                                                                     | 15:07,49 |
| Bieg na 3000 m z przeszkodami | Milcah Chemos                                                                      | 9:22,80  | Hiwot Ayalew                                                                      | 9:23,88  | Mercy Njoroge                                                                     | 9:27,45  |
| Bieg na 100 m przez płotki    | Sally Pearson                                                                      | 12,58    | Danielle Carruthers                                                               | 12,67    | Tiffany Porter                                                                    | 12,78    |
| Bieg na 400 m przez płotki    | Kaliese Spencer                                                                    | 52,79    | Melaine Walker                                                                    | 53,90    | Perri Shakes-Drayton                                                              | 54,62    |
| Sztafeta 4 × 100 m            | Stany Zjednoczone · Kya Brookins · Mikele Barber · Bianca Knight · Candyce McGrone | 42,92    | Jamajka · Samantha Henry-Robinson · Aleen Bailey · Schillonie Calvert · Jura Levy | 43,17    | Drużyna mieszana Wendy Den Haeze Tiffany Townsend Stephanie Durst Sherone Simpson | 43,21    |
| Skok o tyczce                 | Jennifer Suhr                                                                      | 4,79     | Fabiana Murer                                                                     | 4,71     | Swietłana Fieofanowa                                                              | 4,71     |
| Trójskok                      | Olha Saładucha                                                                     | 14,80    | Olga Rypakowa                                                                     | 14,49    | Dana Velďáková                                                                    | 14,48    |
| Pchnięcie kulą                | Valerie Adams                                                                      | 20,07    | Nadzieja Astapczuk                                                                | 19,52    | Nadine Kleinert                                                                   | 19,06    |
| Rzut oszczepem                | Christina Obergföll                                                                | 66,74    | Barbora Špotáková                                                                 | 66,41    | Goldie Sayers                                                                     | 63,41    |